# Systém brzd a protivah
Systém brzd a protiváh (anglicky checks and balances, někdy též v češtině systém brzd a rovnováh nebo princip brzd a protiváh či princip brzd a rovnováh) je mechanismus, který zajišťuje rovnováhu v dělbě moci. Tento systém zajišťuje, aby žádná ze složek státní moci nezískala výsadní postavení a neohrozila demokratickou povahu politického zřízení – jde o systém omezení moci, který doplňuje princip oddělení jednotlivých mocí. Uvedený princip oddělení státní moci doplněný systémem vzájemného ovlivňování mocí, tedy systémem brzd a protivah, je dobře znám od dob Charlese Louise Montesquieu, ten určitým způsobem navázal na dílo Johna Locka. Používán byl nicméně už od starověku, v římské republice, ale i císařské Číně.
Státní moc je v demokratickém zřízení oddělena – dělí se na: legislativu (zákonodárná moc), která především vydává zákony a snaží se tak hlavně ovlivňovat budoucnost, dále na exekutivu (výkonná moc), která především vykonává zákony a ovlivňuje tak zejména přítomnost, a dále na justici (soudní moc), ta především vykládá zákony a ovlivňuje tak především věci, které se již staly, tedy má vztah zejména k minulosti.[zdroj?]
Systém brzd a protivah samotný se skládá z jednotlivých součástí, je poměrně složitý a v systémech různých států, zejména v jejich ústavách, bývá implementován v odlišné míře a různě, nejznámějším případem je Ústava Spojených států amerických.

## Základy systému brzd a protivah
Z hlediska politologie bývají základní a obecné principy systému uváděny například takto:
|             | Legislativa                                               | Exekutiva                     | Justice                     |
| Legislativa | vydává zákony                                             | vykonává zákony               | vykládá zákony              |
| Exekutiva   | parlamentní kontrola, právo přehlasovat prezidentské veto | Právo veta                    | právo zrušit nařízení vlády |
| Justice     |                                                           | právo udělit milost, amnestii |                             |

V praxi je nicméně implementace principů brzd a rovnovah v různých demokratických zemích rozličná, tedy v různém provedení – uvedená tabulka může být uváděna jakožto určitý obecný základ tohoto systému. Dalším příkladem systému brzd a protivah může kupř. být, že justice ve vztahu k legislativě má právo rušit zákony atp., jak však bylo uvedeno, v různých zemích je uvedené nicméně nastaveno různým způsobem.
Podstatou systému je vzájemné omezování a možné vyvažování. Každé „rozhodnutí“ jedné moci může být nějakým způsobem korigováno, popřípadě zcela zrušeno, jinou mocí.
Iuridictum upozorňuje na problematiku, že moderní veřejná správa, respektive státní správa, se neobejde bez rozsáhlé specializované byrokracie (bez aparátu, úředníků) a objevují se tak v praxi různé problém toho druhu, jak zajistit rovnováhu mezi nevolenými představiteli aparátu a volenými funkcionáři – představiteli státu, kteří mu formálně stojí v čele. Například v Česku členové Vlády – typicky ministři, což jsou představitelé vrcholné exekutivy zpravidla stojící v čele jednotlivých ministerstev, tedy monokratických orgánů řízených právě přímo ministry; tito mají své přímé podřízené, typicky náměstky, ti zase své, třeba ředitele jednotlivých sekcí a tak dále, až se v hierarchii instituce dostane ústní pokyn či příkaz nadřízeného k podřízenému, řadovému úředníkovi. Existuje zde zákon o státní službě, nicméně také instituty jako systemizace, odměny, o kterých rozhoduje nadřízený atd. Iuridictum uvádí, že v některých zemích jako třeba USA bývá zvykem po změně vlády správní aparát podstatně obměňovat, v jiných jako třeba v UK se byrokracie nemění, takže je sice kvalitnější, ale není vůči vládě loajální a ani není jejím úspěchem a úspěšnou realizací vládních záměrů motivována, protože na nich není sama nijak závislá.

### Legislativa
Legislativa především vydává zákony. Zákonodárná moc tedy především vydává zcela nové zákony, mění ty stávající, tedy provádí jejich novelizaci, a ruší ty staré. Tato moc typicky přísluší parlamentu, ten může být dvoukomorový (např. Česko, Belgie, Rakousko, USA, Rusko, Španělsko aj.) či jednokomorový (např. Dánsko, Finsko, Švédsko, Portugalsko, Slovensko, Čína aj.). Postavení jednotlivých komor se může v jednotlivých systémech různit. Zákonodárná moc nemůže zasahovat do individuálních rozhodnutí (jako příklad se uvádí třeba lex Schwarzenberg, nemůže tedy ani kupř. vydávat rozsudky atp.). Zákony vydávané mocí zákonodárnou pak musí být v kontinentálním (evropském) právu dodržovány exekutivou i justicí. V angloamerickém právu založeném na precedentech se pojetí liší. Parlament tedy „vytváří určitá pravidla pro budoucnost,“ tzn. nemůže kupř. přijmout zákon a posuzovat podle něj věci, které se staly kdysi, předtím – v minulosti, uvedené je pro legislativu nepřípustné, jde o tzv. retroaktivitu, která je zakázána. Legislativa dále například schvaluje daně, schvaluje vládě rozpočet, má právo ji kontrolovat – právo na interpelace, v původním pojetí autorů politického systému USA, tedy v Ústavě USA, je pak vyvážení exekutivy a legislativy, tedy že exekutiva není legislativě odpovědná a není jí ani odvolatelná (USA), tento princip však již v mnohých jiných zemích nebývá uplatňován. V politickém systému USA se volí zvlášť legislativa, tedy Kongres, a zvlášť exekutiva, tedy prezident (a většinou i zvlášť justice, tedy soudci), přičemž prezident není Kongresu odpovědný či naopak; jednotlivé složky moci jsou zde oddělené a jsou nezávislé. Prezident nemůže být politickým způsobem sesazen a rovněž ten nemůže rozpustit Kongres, pokud by se však volený funkcionář dopustil např. kriminálního činu, existuje tzv. impeachment. V jiných politických systémech typických pro kontinentální Evropu má legislativa vliv na odvolání vlády (vyslovení důvěry či nedůvěry vládě), avšak ani zde ji nemůže ukládat závazné pokyny o tom, jak má v určitých případech konkrétně rozhodovat. V těchto systémech se exekutiva zpravidla přímo nevolí (např. Česko), ale její legitimita je odvozována z jiných voleb, typicky právě od legislativy.

### Exekutiva
Exekutiva především vykonává zákony. Tedy provádí zákony – právo aplikuje, rozhoduje a řídí stát, státní aparát, pod který spadají úředníci. Exekutiva smí právo tvořit pouze tam, kde k tomu dostává zákonem výslovné zmocnění a pouze v mezích zákona (např. nařízení vlády, rozhodnutí prezidenta, vyhlášky atp.). Exekutiva též může využít institut veta vůči legislativě. Individuálně rozhodnout exekutiva může pouze tam, kde to zákon uvádí – kupř. správní úřady a výběr daní, projednávání přestupků apod. Exekutiva také např. rozhoduje o konkrétním využití finančních prostředků atp. Exekutiva také zajišťuje provoz soudů, nesmí však do rozhodování soudů zasahovat. Exekutiva má též ve vztahu k justici pravomoc užití agraciace či abolice (milosti), popř. i amnestie. Exekutiva většinou v kontinentální Evropě jmenuje představitele moci soudní – justice, tedy soudce (např. v USA jsou soudci většinou voleni, soudci Nejvyššího soudu USA jsou jmenováni exekutivou).

### Justice
Justice především vykládá zákony. Soudní moc smí vydávat pouze individuální právní akty, a to pouze když ji tuto pravomoc přiznává zákon. Soudní moc tedy interpretuje právo. Soudní moc pak může rušit správní akty, přičemž není vázána ani podzákonnými předpisy, pokud shledá, že jsou v rozporu se zákonem, a prostřednictvím svého nejvyššího článku (např. Ústavní soud České republiky) může rušit i právní předpisy nebo i pouze i jejich části („může škrtat“) – typicky zákonů, jestliže jsou v rozporu s ústavou, respektive ústavními zákony. „Rozhodnutí exekutivy však soudy nesmějí samy změnit ani nahradit vlastními rozsudky, pouze vrátit k novému projednání a rozhodnutí správnímu úřadu, který je vydal.“

## Česko
Systém brzd a protivah je v Česku implementován především v Ústavě České republiky.
Jedním z mnoha příkladů principu brzd a rovnovah, tedy systému vzájemného omezování jednotlivých mocí v Česku, je třeba ten, že exekutiva (prezident) zde potřebuje pro jmenování justice (soudců Ústavního soudu) získat souhlas legislativy (Senátu) atd.

### Zákonodárná moc v Česku
Zákonodárná moc v Česku přísluší Parlamentu, který se skládá z Poslanecké sněmovny a Senátu. Vláda je pak odpovědna jen Poslanecké sněmovně, Senátu nikoli. Taktéž státní rozpočet, což je vždy zákon, který obsahuje plán hospodaření na následující kalendářní rok, schvaluje Vládě ČR jen Poslanecká sněmovna, Senátu toto nepřísluší. Poslanecká sněmovna má též právo přehlasovat prezidentské veto – tzv. suspenzivní veto. Parlament se v ČR určitým způsobem podílí na vydávání: ústavních zákonů, zákonů, zákonných opatření Senátu, taktéž se podílí i na schvalování, tj. ratifikaci, mezinárodních smluv. Na základě určitých mezinárodních smluv, respektive na základě práva Evropské unie, pak mají určité právní akty Evropské unie i přednost před zákony ČR – nařízení Evropské unie mají závaznou platnost i aplikační přednost.

### Výkonná moc v Česku
Výkonná moc v Česku přísluší především Vládě České republiky, což je vrcholný orgán exekutivy. V Česku platí princip kontinuálního vládnutí, tzn. že stát může určitou dobu fungovat např. bez Poslanecké sněmovny, právo počítá i s tím, že určitou dobu nemusí být obsazen např. i úřad prezidenta republiky – bez Vlády však fungovat nesmí. Pod Vládu spadá rozhodování, výkon každodenní správy země, například se podílí na rozhodování o financích atd. Dále výkonná moc přísluší též prezidentu republiky, ten má ve vztahu k legislativě pravomoc vetovat přijímané zákony, může však být přehlasován, může také např. v určitých případech rozpustit Poslaneckou sněmovnu. Dále pod tuto moc spadají práva agraciace, respektive i amnestie, dále rehabilitace či abolice. Výkonnou mocí je pak i státní zastupitelství – tato soustava především zajišťuje obžalobu před soudy v trestních řízeních. Dalšími příklady exekutivy mohou být např. jednotlivá ministerstva (monokratické orgány řízené ministry, tedy přímo členy vlády), dále např. Policie ČR, ta spadá pod Ministerstvo vnitra ČR, či mnohé další úřady – různé správní úřady, složky nebo instituce, které nějakým způsobem rozhodují, tedy uplatňují např. vůči občanovi státní moc – výkonnou moc; některé z nich mají autonomii danou legislativně poněkud větší, jiné mají autonomii značně omezenou, obecně lze však říci, že rozhodováním, respektive přímo, či nepřímo, personálně, finančně či jinak spadají pod exekutivu, jejímž vrcholným orgánem je Vláda České republiky a která má na tyto další orgány exekutivy větší či menší vliv.

### Soudní moc v Česku
Soudní moc v Česku přísluší jednotlivým soudům. Soudní soustava je v Česku čtyřčlánková, jsou zde dva nejvyšší soudy, dva vrchní soudy, krajské soudy a okresní soudy. Mimo obecnou soustavu soudů pak stojí Ústavní soud ČR, což je soudní orgán ochrany ústavnosti. Na základě mezinárodních smluv má určitý vliv na justici v ČR prostřednictvím svých aktů též Soudní dvůr Evropské unie se sídlem v Lucemburku a jeho judikatura, další význam a vliv na justici v ČR má nepochybně též Evropský soud pro lidská práva se sídlem ve Štrasburku, což je orgán Rady Evropy, který může zvrátit i rozhodnutí Ústavního soudu ČR. Justice má právo rušit podzákonné právní předpisy (nařízení vlády, vyhlášky apod.), pokud shledá, že jsou v rozporu s legislativou. Rovněž může justice rušit části, nebo i celé zákony, pokud je shledá v rozporu s ústavními zákony. V jednom případě justice dokonce zrušila i ústavní zákon, když shledala, že je v rozporu s materiálním jádrem Ústavy. Jmenování představitelů justice, tedy soudců, pak spadá pod exekutivu.